# Jérôme Jaffré
Pour les articles homonymes, voir Jaffré.
Jérôme Jaffré, né le 27 juillet 1949 à Charenton-le-Pont, est un analyste politique français.

## Biographie

### Famille et formation
Jérôme Frédéric Pierre Jaffré est né le 27 juillet 1949 à Charenton-le-Pont (département de la Seine, aujourd’hui département du Val-de-Marne) du mariage d'Yves-Frédéric Jaffré, avocat, et de Janine Alliot.
Il est le frère de Philippe Jaffré (1945-2007), ancien président d'Elf.
De son union avec Claire Verry sont nés trois enfants.
Après sa scolarité secondaire au lycée catholique Saint-Michel de Picpus à Paris, il suit des études supérieures de droit et de sciences politiques à la faculté de droit de l'université de Paris. Il en sort diplômé d’études supérieures de sciences juridiques et est également diplômé de l’Institut d'études politiques de Paris (promotion 1971, section  Pol.et Soc.). 

### Carrière professionnelle
Jérôme Jaffré commence sa carrière en 1973 comme chargé de mission à la Fondation nationale des sciences politiques, dont il est ensuite directeur des études politiques de 1976 à 1995.
Depuis 1977, il est chercheur associé au Cevipof,,.
De 1985 à 1989, il est directeur général adjoint de l’institut de sondage Sofres, puis vice-président et administrateur de 1989 à 1997, chargé de la supervision des départements médias, communication et entreprises de 1995 à 1997,.
Il fonde en 1998 le Centre d'études et de connaissances sur l'opinion publique (Cecop), dont il est toujours le directeur en 2018,. De 2001 à 2013, il est président d’Expression publique. De 1983 à 2010, il est collaborateur puis éditorialiste associé au quotidien Le Monde. Depuis 2002, il est consultant pour les élections sur la chaîne de télévision LCI et membre de nombreuses associations.

### Carrière d'enseignant
De 1979 à 1995, il est maître de conférences puis professeur[réf. à confirmer] à l’Institut d'études politiques de Paris.

## Publications
Jérôme Jaffré est l'auteur de nombreuses publications dans des revues et a collaboré à plusieurs ouvrages,. Par exemple :
- L'Opinion française en 1977, 1978, Presses de Sciences-Po  (ISBN 978-2-72460-415-3)
- La Drôle de Défaite de la gauche, 1986
- Le Nouveau président, 1987, éditions Le Seuil  (ISBN 978-2-02009-830-4)
- Le Vote éclaté, 1992
- Le Vote sanction, 1993
- Le Vote de crise, 1995
- L’Électeur a ses raisons, 1997
- Le Vote surprise, 1998
- Le Vote incertain, 1999
- Les Cultures politiques des Français, 2000
- Le Dictionnaire du vote, 2001
- Le Vote de tous les refus, 2003
- La Politique en France, 2004
- Jacques Chaban-Delmas en politique, 2007
- Le vote de rupture, 2008
- L’État de l'opinion, 2011, éditions du Seuil
- 10 mai 1981 : retours sur une victoire, fondation Jean-Jaurès, 2011
- La Décision électorale, 2013
- Le Vote normal, 2013

Jérôme Jaffré donne également des conférences et fait des discours, comme à l'Académie des sciences morales et politiques, le 15 octobre 2018 sur le thème La Ve est-elle la République des sondages ?

## Distinctions
Jérôme Jaffré est promu officier de l'ordre national de la Légion d'honneur le 11 juillet 2014 (chevalier le 10 novembre 1998 ) et de l'ordre national du Mérite.